# Polysyncraton discoides
Polysyncraton discoides is een zakpijpensoort uit de familie van de Didemnidae. De wetenschappelijke naam van de soort is voor het eerst geldig gepubliceerd in 1962 door Kott.